# 福建紋胸鮡
福建紋胸鮡，為輻鰭魚綱鯰形目鮡科的其中一種，為亞熱帶淡水魚類，分布於亞洲中國長江下游流域，本魚頭部、圓吻，小眼位於了頭部的中央，胸鰭和腹部淡黃色，體長可達8.1公分，棲息在底層水域，生活習性不明。
种名 fokiensis 意为“福建的”。